# Grand Prix of Portland 2024
Der Grand Prix of Portland 2024 (offiziell BitNile.com Grand Prix of Portland) auf dem Kurs Portland International Raceway fand am 25. August 2024 statt und ging über eine Distanz von 110 Runden à 3,161 km. Es war der 14. Lauf zur IndyCar Series 2024.

## Bericht
Seit über 10 Jahren stand kein Auto von A. J. Foyt Racing auf der Pole-Position, für Santino Ferrucci war es gar die erste in seiner Karriere. Zurückversetzt wurden nach dem Qualifying Kyle Kirkwood (Andretti Global), Graham Rahal (Rahal Letterman Lanigan), Scott McLaughlin (Team Penske), David Malukas (Meyer Shank Racing) und Kyffin Simpson (Chip Ganassi Racing) wegen unerlaubtem Motorenwechsels.
Nach dem Start übernahm Will Power (Team Penske) die Führung. In der ersten Runde gab es bereits die erste und einzige Gelbphase des Rennens. Scott Dixon (Chip Ganassi Racing) kam im Kampf mit Kirkwood auf die Wiese und kurz darauf gab es einen Kontakt mit Pietro Fittipaldi (Rahal Letterman Lanigan), der in einer Leitplanke endete und schließlich zum Ausfall führte für Dixon. Nach dem Restart überholte Alex Palou (Chip Ganassi Racing) den zweiten Ferrucci, der im Verlauf des Rennens weiter zurückfiel und achter wurde. Palou konnte das Tempo von Power nicht ganz halten. Mit dem zweiten Rang war er dennoch zufrieden hinsichtlich auf die Meisterschaftstabelle, die er nun mit 54 Punkten anführte vor dem neuen zweiten Power. Dieser ist der einzige Fahrer, der drei Rennen gewinnen konnte in der laufen Saison. Auf den dritten Platz kam Josef Newgarden vor Colton Herta als bester Andretti-Global Fahrer. Herta würgte beim Boxenstopp den Motor ab und startete diesen wieder mit dem Hybridsystem, was gemäß Reglement nur auf der Strecke gestattet ist aber nicht in der Boxengasse. Er musste sich hinter Marcus Armstrong (Chip Ganassi Racing) zurückfallen lassen, überholte ihn dann aber wieder. Die Saison neigte sich zu diesem Zeitpunkt dem Ende zu, nur noch drei Rennen waren zu fahren und alle drei auf Oval-Rennstrecken.

## Meldeliste
| Startnummer | Fahrer              | Team                             | Motor     |
| ----------- | ------------------- | -------------------------------- | --------- |
| 14          | Santino Ferrucci    | A. J. Foyt Racing                | Chevrolet |
| 41          | Sting Ray Robb      | A. J. Foyt Racing                | Chevrolet |
| 26          | Colton Herta        | Andretti Global / Curb-Agajanian | Honda     |
| 27          | Kyle Kirkwood       | Andretti Global                  | Honda     |
| 28          | Marcus Ericsson     | Andretti Global                  | Honda     |
| 5           | Pato O’Ward         | Arrow McLaren                    | Chevrolet |
| 6           | Nolan Siegel        | Arrow McLaren                    | Chevrolet |
| 7           | Alexander Rossi     | Arrow McLaren                    | Chevrolet |
| 4           | Kyffin Simpson      | Chip Ganassi Racing              | Honda     |
| 8           | Linus Lundqvist     | Chip Ganassi Racing              | Honda     |
| 9           | Scott Dixon         | Chip Ganassi Racing              | Honda     |
| 10          | Alex Palou          | Chip Ganassi Racing              | Honda     |
| 11          | Marcus Armstrong    | Chip Ganassi Racing              | Honda     |
| 18          | Jack Harvey         | Dale Coyne Racing                | Honda     |
| 51          | Toby Sowery         | Dale Coyne Racing                | Honda     |
| 20          | Christian Rasmussen | Ed Carpenter Racing              | Chevrolet |
| 21          | Rinus VeeKay        | Ed Carpenter Racing              | Chevrolet |
| 77          | Romain Grosjean     | Juncos Hollinger Racing          | Chevrolet |
| 78          | Conor Daly          | Juncos Hollinger Racing          | Chevrolet |
| 60          | Felix Rosenqvist    | Meyer Shank Racing               | Honda     |
| 66          | David Malukas       | Meyer Shank Racing               | Honda     |
| 15          | Graham Rahal        | Rahal Letterman Lanigan Racing   | Honda     |
| 30          | Pietro Fittipaldi   | Rahal Letterman Lanigan Racing   | Honda     |
| 75          | Jüri Vips           | Rahal Letterman Lanigan Racing   | Honda     |
| 45          | Christian Lundgaard | Rahal Letterman Lanigan Racing   | Honda     |
| 2           | Josef Newgarden     | Team Penske                      | Chevrolet |
| 3           | Scott McLaughlin    | Team Penske                      | Chevrolet |
| 12          | Will Power          | Team Penske                      | Chevrolet |

## Klassifikationen

### Freies Training 1
| Pos. | Nr. | Fahrer          | Team                             | Motor     | Zeit      |
| ---- | --- | --------------- | -------------------------------- | --------- | --------- |
| 1    | 7   | Alexander Rossi | Arrow McLaren                    | Chevrolet | 0:58.6705 |
| 2    | 11  | Will Power      | Team Penske                      | Chevrolet | 0:58.9262 |
| 3    | 26  | Colton Herta    | Andretti Global / Curb-Agajanian | Honda     | 0:59.0426 |

### Freies Training 2
| Pos. | Nr. | Fahrer           | Team               | Motor     | Zeit      |
| ---- | --- | ---------------- | ------------------ | --------- | --------- |
| 1    | 3   | Scott McLaughlin | Team Penske        | Chevrolet | 0:58.8605 |
| 2    | 66  | David Malukas    | Meyer Shank Racing | Honda     | 0:58.8868 |
| 3    | 2   | Josef Newgarden  | Team Penske        | Chevrolet | 0:58.8942 |

### Freies Training 3
| Pos. | Nr. | Fahrer           | Team                             | Motor | Zeit      |
| ---- | --- | ---------------- | -------------------------------- | ----- | --------- |
| 1    | 26  | Colton Herta     | Andretti Global / Curb-Agajanian | Honda | 0:59.0031 |
| 2    | 10  | Alex Palou       | Chip Ganassi Racing              | Honda | 0:59.2041 |
| 3    | 11  | Marcus Armstrong | Chip Ganassi Racing              | Honda | 0:59.2503 |

### Qualifying
| Pos. | Nr. | Fahrer              | Team                             | Motor     | Zeit      | Zeit      | Zeit      | Zeit      |
| Pos. | Nr. | Fahrer              | Team                             | Motor     | Q1        | Q1        | Q2        | Q3        |
| Pos. | Nr. | Fahrer              | Team                             | Motor     | Gruppe 1  | Gruppe 2  | Q2        | Q3        |
| ---- | --- | ------------------- | -------------------------------- | --------- | --------- | --------- | --------- | --------- |
| 1    | 14  | Santino Ferrucci    | A. J. Foyt Racing                | Chevrolet |           | 0:58.2715 | 0:58.3982 | 0:58:2046 |
| 2    | 12  | Will Power          | Team Penske                      | Chevrolet |           | 0:58.2552 | 0:58.1196 | 0:58.3120 |
| 3    | 10  | Alex Palou          | Chip Ganassi Racing              | Honda     |           | 0:58.2459 | 0:58.3796 | 0:58.4316 |
| 4    | 45  | Christian Lundgaard | Rahal Letterman Lanigan Racing   | Honda     | 0:58.2063 |           | 0:58.3917 | 0:58.5809 |
| 5    | 27  | Kyle Kirkwood       | Andretti Global                  | Honda     | 0:58.2463 |           | 0:58.3491 | 0:58.5960 |
| 6    | 15  | Graham Rahal        | Rahal Letterman Lanigan Racing   | Honda     | 0:58.4117 |           | 0:58.4066 | 0:58.6332 |
| 7    | 2   | Josef Newgarden     | Team Penske                      | Chevrolet |           | 0:58.4076 | 0:58.4163 |           |
| 8    | 77  | Romain Grosjean     | Juncos Hollinger Racing          | Chevrolet |           | 0:58.3713 | 0:58.4494 |           |
| 9    | 11  | Marcus Armstrong    | Chip Ganassi Racing              | Honda     |           | 0:58.3407 | 0:58.4518 |           |
| 10   | 26  | Colton Herta        | Andretti Global / Curb-Agajanian | Honda     | 0:58.3300 |           | 0:58.4593 |           |
| 11   | 9   | Scott Dixon         | Chip Ganassi Racing              | Honda     | 0:58.4773 |           | 0:58.4772 |           |
| 12   | 28  | Marcus Ericsson     | Andretti Global                  | Honda     |           | 0:58.3651 | 0:58.5044 |           |
| 13   | 30  | Pietro Fittipaldi   | Rahal Letterman Lanigan Racing   | Honda     | 0:58.4955 |           |           |           |
| 14   | 3   | Scott McLaughlin    | Team Penske                      | Honda     |           | 0:58.4489 |           |           |
| 15   | 21  | Rinus VeeKay        | Ed Carpenter Racing              | Chevrolet | 0:58.5074 |           |           |           |
| 16   | 75  | Jüri Vips           | Rahal Letterman Lanigan Racing   | Honda     |           | 0:58.6209 |           |           |
| 17   | 20  | Christian Rasmussen | Ed Carpenter Racing              | Chevrolet | 0:58.5493 |           |           |           |
| 18   | 7   | Alexander Rossi     | Arrow McLaren                    | Chevrolet |           | 0:58.6822 |           |           |
| 19   | 66  | David Malukas       | Meyer Shank Racing               | Honda     | 0:58.6299 |           |           |           |
| 20   | 60  | Felix Rosenqvist    | Meyer Shank Racing               | Honda     |           | 0:58.7179 |           |           |
| 21   | 51  | Toby Sowery         | Dale Coyne Racing                | Honda     | 0:58.7204 |           |           |           |
| 22   | 8   | Linus Lundqvist     | Chip Ganassi Racing              | Honda     |           | 0:58.7726 |           |           |
| 23   | 5   | Pato O’Ward         | Arrow McLaren                    | Chevrolet | 0:58.7903 |           |           |           |
| 24   | 6   | Nolan Siegel        | Arrow McLaren                    | Chevrolet |           | 0:58.8205 |           |           |
| 25   | 41  | Sting Ray Robb      | A. J. Foyt Racing                | Chevrolet | 0:58.8687 |           |           |           |
| 26   | 4   | Kyffin Simpson      | Chip Ganassi Racing              | Honda     |           | 0:58.8525 |           |           |
| 27   | 78  | Conor Daly          | Juncos Hollinger Racing          | Chevrolet | 0:58.9721 |           |           |           |
| 28   | 18  | Jack Harvey         | Dale Coyne Racing                | Honda     |           | 0:59.1787 |           |           |

### Endergebnis
| Pos. | Nr. | Fahrer              | Rd. | Zeit / Rückstand         | Boxenstopps | Führungsrunden | Start | Punkte |
| ---- | --- | ------------------- | --- | ------------------------ | ----------- | -------------- | ----- | ------ |
| 1    | 12  | Will Power          | 110 | 1:55:34.1948 112,161 mph | 3           | 101            | 2     | 53     |
| 2    | 10  | Alex Palou          | 110 | 9.8267                   | 3           | 3              | 3     | 41     |
| 3    | 2   | Josef Newgarden     | 110 | 23.2046                  | 3           | 1              | 5     | 36     |
| 4    | 26  | Colton Herta        | 110 | 37.1039                  | 3           | 4              | 8     | 33     |
| 5    | 11  | Marcus Armstrong    | 110 | 38.0334                  | 3           | 1              | 7     | 31     |
| 6    | 28  | Marcus Ericsson     | 110 | 40.7687                  | 3           |                | 10    | 28     |
| 7    | 3   | Scott McLaughlin    | 110 | 42.3498                  | 3           |                | 20    | 26     |
| 8    | 14  | Santino Ferrucci    | 110 | 44.8556                  | 3           |                | 1     | 25     |
| 9    | 15  | Graham Rahal        | 110 | 49.5811                  | 3           |                | 12    | 22     |
| 10   | 27  | Kyle Kirkwood       | 110 | 50.9987                  | 3           |                | 11    | 20     |
| 11   | 21  | Rinus VeeKay        | 110 | 52.1760                  | 3           |                | 14    | 19     |
| 12   | 7   | Alexander Rossi     | 110 | 52.4979                  | 3           |                | 17    | 18     |
| 13   | 45  | Christian Lundgaard | 110 | 55.4967                  | 3           |                | 4     | 17     |
| 14   | 60  | Felix Rosenqvist    | 110 | 56.7606                  | 3           |                | 18    | 16     |
| 15   | 5   | Pato O’Ward         | 110 | 58.3930                  | 3           |                | 22    | 15     |
| 16   | 4   | Kyffin Simpson      | 110 | 59.4851                  | 3           |                | 28    | 14     |
| 17   | 51  | Toby Sowery         | 109 | 1 Rd.                    | 3           |                | 19    | 13     |
| 18   | 41  | Sting Ray Robb      | 109 | 1 Rd.                    | 3           |                | 24    | 12     |
| 19   | 75  | Juri Vips           | 109 | 1 Rd.                    | 3           |                | 15    | 11     |
| 20   | 66  | David Malukas       | 109 | 1 Rd.                    | 3           |                | 25    | 10     |
| 21   | 6   | Nolan Siegel        | 109 | 1 Rd.                    | 4           |                | 23    | 9      |
| 22   | 78  | Conor Daly          | 109 | 1 Rd.                    | 3           |                | 26    | 8      |
| 23   | 8   | Linus Lundqvist     | 109 | 1 Rd.                    | 4           |                | 21    | 7      |
| 24   | 18  | Jack Harvey         | 109 | 1 Rd.                    | 3           |                | 27    | 6      |
| 25   | 30  | Pietro Fittipaldi   | 109 | 1 Rd.                    | 3           |                | 13    | 5      |
| 26   | 20  | Christian Rasmussen | 108 | 1 Rd.                    | 3           |                | 16    | 5      |
| 27   | 77  | Romain Grosjean     | 107 | 2 Rd.                    | 4           |                | 6     | 5      |
| 28   | 9   | Scott Dixon         | 0   | 110 (Unfall)             | —           |                | 9     | 5      |

(R)=Rookie / 1 Gelbphase für insgesamt 4 Rd. / alle Starter auf Firestone-Reifen